# Aeroportul Faro
Aeroportul Faro (IATA: FAO, ICAO: LPFR) este un aeroport din Faro, Districtul Faro, Portugalia ce deservește zona Faro. Aeroportul a fost tranzitat în decembrie 2022 de 298.551 de pasageri. A fost deschis în 1965 și numit după zona deservită.
Situat la o altitudine de 7 m, aeroportul dispune de 1 pistă. Este operat de ANA – Aeroportos de Portugal⁠(d).

## Infrastructură

### Piste
Aeroportul dispune de o singură pistă. Pista 10/28 are suprafața de asfalt și dimensiunile 2.490 m × 45 m. 